# Martin Andersson (handbollsspelare)
Martin (Andersson) Norrbom, född 29 januari 1971, är en svensk tidigare handbollsmålvakt.

## Karriär
Martin Andersson spelade tre säsonger i näst högsta serien, dåvarande division 1 för IFK Trelleborg. Han spelade 133 A-lagsmatcher i IFK-tröjan mellan 1995 och 1998. Efter dessa tre år fick han erbjudande från tyska klubben  ThSV Eisenach där han spelade 1998-1999. Eisenach hade året innan kvalificerat sig för  Bundesliga. Han spelade sedan 1999-2001 HC Wuppertal i Bundesliga. 2001 började han spela för SC Merano i Italien men stannade bara ett år. Han spelade även en kort period i Greklands högsta serie men flyttade efter tre månader på grund av uteblivna löner. Han återvände då till Sverige och spelade för den mindre klubben Väntorp/Spånga HK våren 2003. Året efter spelade han för AIK Handboll i näst högsta serien, och han stannade i klubben till 2008. Andersson debuterade i elitserien 2008–2009 med IFK Tumba och han avslutade sin handbollskarriär i Ricoh 2012 med att hjälpa till i kvalet. 

## Klubbar
- IF Swithiod (1980-1981)
- Skogås HK (1981-1991)
- HK Cliff (1991-1995)
- IFK Trelleborg (1995–1998)
- ThSV Eisenach (1998–1999)
- LTV Wuppertal (då HC Wuppertal) (1999–2001)
- SC Merano (2001–2002)
- GAC Kilkis (2002–2003)
- Väntorp/Spånga HK (2003)
- AIK (2003–2008)
- IFK Tumba (2008–2009)
- Ricoh (2012)